# Mai 1906

## Événements
- France : succès des gauches aux législatives.

- 1er mai, France : grève générale pour réclamer la journée de 8 heures.

- 3 mai : incident d'Aqaba. Crise diplomatique entre la Porte et la Grande-Bretagne à propos du tracé du chemin de fer du Hedjaz. Les Ottomans souhaitent créer un embranchement partant de la ligne Damas-Médine et rejoignant Akaba sur la mer Rouge. Pour les Britanniques, ce projet représente une menace sur l’Égypte et le canal de Suez. À la suite d’une démonstration navale britannique, l’Empire ottoman abandonne le projet et un accord est signé le 1er octobre. Le secteur de Taba, à proximité de Aqaba, est intégré à l’Égypte. La conséquence diplomatique de la crise est le rapprochement de la Porte avec l’Allemagne. Les états-majors de France et de Grande-Bretagne commencent à étudier des plans d’action communs.

- 5 mai, Russie : Ivan Goremykine, président du Conseil.

- 6 mai[1] : « Lois fondamentales ». Restriction des pouvoirs de la Douma, devant laquelle les ministres ne sont pas responsables.

- 10 mai[2] : réunion de la première Douma. Majorité à l’opposition (27 % de KD, 20 % de travaillistes).

- 14 mai : fondation d'Ontario Hydro.

- 18 mai[3] : la Douma demande au tsar un véritable régime constitutionnel.

- 19 mai :
  - João Franco devient Premier ministre du Portugal. Les divergences entre les partis monarchistes paralysent la vie politique : les coalitions se forment et se défont sans cesse ; l’obstruction parlementaire est érigée en système ; la violence verbale tient lieu d’argumentation. Le roi Carlos Ier tente un coup d’État. Il démet le chef du gouvernement Ernesto Hintze Ribeiro et appelle João Franco, qui gouverne quelques mois avec les Chambres, puis impose la dictature après leur dissolution (1907).
  - Inauguration du tunnel du Simplon.

- 23 mai : Regina devient la capitale de la Saskatchewan.

- 26 mai [4]: concordat entre Rome et Bruxelles. Il prévoit que chaque mission au Congo doit posséder son école. L’enseignement privé domine.

## Naissances
- 5 mai : Araksi Babayan, chimiste arménienne († 13 février 1993).
- 8 mai : Roberto Rossellini, réalisateur italien († 1977).
- 16 mai :
  - Arturo Uslar Pietri, écrivain vénézuélien († 2001).
  - Alfred Pellan, peintre et illustrateur († 31 octobre 1988).
- 20 mai : Giuseppe Siri, cardinal italien, archevêque de Gênes († 2 mai 1989).

## Décès
- 3 mai : Peter White, homme politique.
- 19 mai : Gabriel Dumont, stratège militaire des métis lors de la rébellion du Nord-Ouest.
- 23 mai : Henrik Ibsen, dramaturge norvégien.